# Камбис I
Камбис I (Камбӯджия) — персидский царь, правивший в Аншане. Его правление традиционно датируется примерно 600—559 годами до н. э.
Камбис I является представителем династии Ахеменидов. По-видимому, он был правнуком её основателя Ахемена, внуком Теиспа и сыном Кира I. Его дядей по отцовской линии был Ариарамна, а двоюродным братом — Аршама.
По мнению некоторых ученых, имя Камбӯджия первоначально было эламским. Другие связывают его с камбоджей, названием иранского народа, жившего на северо-западе Индии.
Никаких прижизненных упоминаний о нём не сохранилось. Всё что о нём известно, это то, что он являлся отцом Кира Великого. Основными источниками информации являются несколько надписей Кира Великого: в списке его царственных предков на его цилиндре Кир называл себя «сыном Камбиса, царя великого, царя города Аншан, внуком Кира, царя великого, царя города Аншан, потомком Теиспа, царя великого, царя города Аншан»; в надписи, найденной в Уре — «сын Камбиса, царь земли Аншан»; на строительных кирпичах из Урука — «сын Камбиса, могущественный царь»; и в надписи из Пасаргад — «сын царя Камбиса, Ахеменид».
Согласно Геродоту, Камбис был не царём, а «персом знатного происхождения и спокойного нрава, хотя [по знатности] и гораздо ниже среднего мидянина». Мидийский царь Астиаг, в подчинении которого находились персы, женил его на своей дочери Мандане и от этого союза родился Кир Великий. Ксенофонт, с другой стороны, хотя и сообщает, что Камбис женился на дочери Астиага Мандане, называет его «царём персов». Ксенофонт также заявляет, что власть Камбиса как «царя Персии» была ограничена советом старейшин. Нет никакого противоречия между утверждением Кира Великого о том, что его отец был царём Аншана, и заявлением Ксенофонта о том, что он был царём Персии, поскольку Аншан и Парса были альтернативными именами для одной и той же страны.
| Ахемениды             |                                      |                          |
| Предшественник: Кир I | персидский царь ок. 600—559 до н. э. | Преемник: Кир II Великий |